# Nikolaos Anastasopoulos
Nikolaos Anastasopoulos (in greco: Νικόλαος Αναστασόπουλος; Salonicco, 5 agosto 1979) è un ex calciatore greco, di ruolo portiere.

## Carriera

### Club
Ha giocato nella prima divisione greca ed in quella cipriota.

### Nazionale
Ha partecipato agli Europei Under-21 del 2002.